# Kim Joon
Kim Joon là một rapper Hàn Quốc, diễn viên, người mẫu, gần đây đã trở thành ngôi sao truyền hình với vai là Song Woo Bin, một trong những F4 nổi tiếng của bộ phim truyền hình Vườn sao băng.

## Tiểu sử
Tên thật là Kim Hyung Joon (Kim Hyeong Jun), sinh ngày 3 tháng 2 năm 1984 tại Hàn Quốc.

## Sự nghiệp
Trước khi có danh tiếng F4, Kim Joon đã được biết đến như một thành viên của nhóm K-pop T-Max, ra mắt vào năm 2007. Anh là rapper của nhóm và cũng có thể tự viết lời rap.

## Phim đã đóng
Boys Over Flowers (꽃보다 男子), 2009
Crime squad'" 2011